# Veronica Miriel
Verónica Miriel (Santiago del Cile, 23 marzo 1955) è un'attrice cilena.

## Biografia
Verónica Miriel nacque a Santiago del Cile nel 1955 e all'età di 16 anni si stabilì in Spagna dove lavorò in un negozio di un'amica della madre. Arrivata a Barcellona prese parte ad alcune pubblicità e venne notata da Alfonso Balcázar che le propose di recitare nel film Los inmorales. Dopo un anno in cui svolse varie mansioni, come segretaria e venditrice di quadri, riuscì ad ottenere una seconda occasione nel cinema e la sua carriera decollò. Recitò principalmente in film ad alto contenuto erotico e fu la protagonista del primo nudo integrale della televisione spagnola. Partecipò anche ad alcune pellicole italiane, come Un sacco bello di Carlo Verdone nel 1980, nel ruolo di Marisol, la ragazza spagnola alla ricerca di un ostello, che viene ospitata da Leo in casa sua.
Alcuni anni dopo lasciò il cinema e si recò in Perù, sulle Ande, per vivere in una comunità india e dipingere. In seguito ha vissuto ad Estepona, in Andalusia, dedicandosi alla pittura e alla gestione di un ristorante. Attualmente vive a Marbella con la figlia.

## Filmografia

### Cinema
- Los inmorales, regia di Alfonso Balcázar (1974)
- La dynamite est bonne à boire, regia di Aldo Sambrell e Gérard Trembasiewicz (1974)
- El último proceso en París, regia di José Canalejas (1974)
- Il licantropo e lo yeti (La maldición de la bestia), regia di Miguel Iglesias (1975)
- Gatti rossi in un labirinto di vetro, regia di Umberto Lenzi (1975)
- Los hijos de Scaramouche, regia di Jorge Martín (1975)
- Relación matrimonial y otras cosas, regia di Alberto Vidal (1975)
- Furia e le amazzoni (Kilma, reina de las amazonas), regia di Miguel Iglesias (1976)
- Guapa, rica y... especial, regia di Jaime J. Puig (1976)
- La nueva Marilyn, regia di José Antonio de la Loma (1976)
- El jovencito Drácula, regia di Carlos Benpar (1976)
- Vivir a mil, regia di José Campos (1976)
- Deseo, regia di Alfonso Balcázar (1976)
- Las alimañas, regia di Amando de Ossorio (1977)
- Las alegres chicas de 'El Molino', regia di José Antonio de la Loma (1977)
- Striptease, regia di Germán Lorente (1977)
- La dudosa virilidad de Cristóbal, regia di Juan Bosch (1977)
- La llamada del sexo, regia di Tulio Demicheli (1977)
- Tengamos la guerra en paz, regia di Eugenio Martín (1977)
- El despertar de los sentidos, regia di Manuel Esteba (1977)
- ¿Y ahora qué, señor fiscal?, regia di León Klimovsky (1977)
- Niñas... al salón, regia di Vicente Escrivá (1977)
- Borrasca, regia di Miguel Ángel Rivas (1978)
- Deseo carnal, regia di Manuel Iglesias (1978)
- El maravilloso mundo del sexo, regia di Mariano V. García (1978)
- Sette ragazze di classe, regia di Pedro Lazaga (1979)
- El día del presidente, regia di Pedro Ruiz (1979)
- Río de la muerte, regia di José Ullóa (1979)
- Juventud sin freno, regia di José Ulloa (1979)
- Démons de midi, regia di Christian Paureilhe (1979)
- Strade selvagge (Perros callejeros II), regia di José Antonio de la Loma (1979)
- Un sacco bello, regia di Carlo Verdone (1980)
- La amante ingenua, regia di José Ulloa (1980)
- Amigo, regia di Tito Davison (1980)
- Le c... de Marilyne, regia di Jean Luret (1980)
- Una moglie, due amici, quattro amanti, regia di Michele Massimo Tarantini (1980)
- Los cántabros, regia di Paul Naschy (1980)
- Las mujeres de Jeremías, regia di Ramón Fernández (1981)
- De mica en mica s'omple la pica, regia di Carlos Benpar (1984)

### Televisione
- La saga de los Rius – serie TV, episodio 1x05 (1976)
- Original – serie TV, 1 episodio (1977)